# Heaven & Hell (Joe Jackson)
Heaven & Hell è un album in studio del musicista britannico Joe Jackson, pubblicato nel 1997.

## Tracce
1. Prelude – 2:59
2. Fugue 1/More Is More (Gluttony) – 5:32
3. Angel (Lust) – 7:11
4. Tuzla (Avarice) – 7:33
5. Passacaglia/A Bud and a Slice (Sloth) – 8:36
6. Right (Anger) – 4:40
7. The Bridge (Envy) – 5:59
8. Fugue 2/Song of Daedalus (Pride) – 7:55

## Formazione
- Joe Jackson – piano, bongos (traccia 1), voce (2-5, 8)
- Nadja Salerno-Sonnenberg – violino (1, 8)
- Dawn Upshaw – voce (3, 4)
- Suzanne Vega – voce (3)
- Mary Rowell – violino (3)
- Allison Cornell – viola (3)
- Sue Hadjopoulos – congas, bongos (3, 7)
- Joy Askew – voce (4)
- Brad Roberts – voce (5)
- Judith LeClair – basso (5)
- Dan Hickey – batteria (6)
- Kenny Aronoff – batteria (6)
- Jane Siberry – voce (7)
- Mary Rowell, Laura Seaton, Sandra Park, Joyce Hammann, Todd Reynolds, Mark Feldman, Naomi Katz, Cenovia Cummins, James Tsao – violino
- Juliet Haffner, Allison Cornell, David Blinn, Katherine Beeson, Mary Rowell – viola
- Erik Friedlander, Stephanie Cummins, Richard Locker – violoncello
- William Sloat – basso acustico